# 아나톨리 티모슈크
아나톨리 올렉산드로비치 티모슈크(우크라이나어: Анатолій Олександрович Тимощук, Anatoliy Oleksandrovych Tymoshchuk, 1979년 3월 30일 ~ )는 우크라이나의 전 축구 선수이자 현 축구 지도자로 현재 러시아 프리미어리그의 제니트 상트페테르부르크의 수석 코치를 맡고 있으며 현역 시절 수비형 미드필더 겸 센터백으로 활약했다.

## 선수 경력
티모슈크는 볼린 루츠크에서 선수 생활을 시작하였고, 1997년 그의 나이 18세 때에 샤흐타르 도네츠크로 이적하였다. 그는 샤흐타르 도네츠크에서 3번의 우크라이나 프리미어리그 우승과 3번의 우크라이나 컵 우승, 1번의 우크라이나 슈퍼컵 우승에 기여하였다.
그는 2007년 이탈리아 세리에 A의 유벤투스, 스코틀랜드 프리미어리그의 셀틱에서도 오퍼가 있었지만, 러시아 프리미어리그의 제니트와 4년 계약을 체결하며 이적하였다. 이적료는 구 소련 시대를 포함해 러시아 프리미어리그 역대 최고의 이적료인 2000만 달러였다. 티모슈크는 곧바로 제니트 상트페테르부르크의 주전을 차지해 러시아 프리미어리그 첫 우승에 공헌하였고, 2007-08 시즌 UEFA컵에서 비야레알, 마르세유, 레버쿠젠, 바이에른 뮌헨 등을 이긴 끝에 우승을 맛보았으며, UEFA 슈퍼컵에서는 팀이 맨체스터 유나이티드를 이기는 데 힘을 보탰다.
그는 2009년, 독일 분데스리가의 바이에른 뮌헨으로의 이적이 확정되었고, 2009년 여름에 정식으로 합류하였다.
그리고 4시즌동안 132경기에 출장해 6골을 넣었으며 2회의 분데스리가 우승, 2회의 DFB-포칼 우승, 1번의 UEFA 챔피언스리그 우승을 이끌었다.
그러나 뮌헨에서 인상적인 모습을 보이지 못한 그는 4년 뒤인 2013년 이전 소속팀인 제니트로 다시 이적했다. 2015년에 카자흐스탄의 카이라트로 이적했다가 2016년에 은퇴했다.
그는 2000년에 국가대표팀에 데뷔했고, 2006년 FIFA 월드컵에서 처음 출전한 우크라이나의 8강 진출을 이끌었다. 특히 튀니지와의 조별리그에서는 그 경기의 최우수 선수로 선정되기도 했다.

## 은퇴 이후의 행적
2017년부터 친정 팀인 제니트 상트페테르부르크에서 수석 코치로 근무했다. 그러나 2022년에 시작된 러시아의 우크라이나 침공에 대한 비난을 거부하고 러시아에서 계속 근무했다는 점 때문에 우크라이나 축구계에서 비난의 목소리가 높았다. 이에 우크라이나 축구 협회는 2022년 3월 11일에 공개된 공식 성명을 통해 티모슈크가 보유했던 코칭 라이센스를 박탈하고 그가 선수 시절에 세웠던 모든 기록들을 삭제하기로 결정했다. 또한 2023년 1월 6일에는 우크라이나 정부의 공식적인 제재 대상자 명단에 추가되었고 자산 동결, 국가 훈장 박탈 조치를 받았다.

## 수상
샤흐타르 도네츠크
- 우크라이나 프리미어리그 : 2001-02, 2004-05, 2005-06
- 우크라이나 컵 : 2000-01, 2001-02, 2003-04
- 우크라이나 슈퍼컵 : 2005

 제니트 상트페테르부르크
- 2006-07 러시아 프리미어리그 우승
- 2007-08 UEFA 컵 우승
- 2008년 UEFA 슈퍼컵 우승
- 2008년 러시아 슈퍼컵 우승

 바이에른 뮌헨
- 분데스리가 : 2009-10, 2012-13
- DFB-포칼 : 2009-10, 2012-13
- DFL-슈퍼컵 : 2010, 2012
- UEFA 챔피언스리그 : 2012-13

개인
- 우크라이나 올해의 선수상 : 2002, 2006, 2007
- 우크라이나 프리미어리그 MVP : 2001-02
- 2006년 FIFA 월드컵 맨 오브 더 매치 : 우크라이나 vs 튀니지 조별리그

## 같이 보기
- A매치 100경기 이상 출전한 축구 선수 명단